# Веденьё
Веденьё — село в Октябрьском районе Костромской области России, административный центр Власовского сельского поселения.
Село расположено примерно в 20 км к югу от райцентра Боговарово.
По местной легенде определили строительство Божьего храма на той стороне лесной речки Рюндюг, на месте, где нынче кладбище. Заложили столб, который как бы служил местом строительства церкви. И повесили на столбу икону Введение во храм Пресвятой Богородицы (отсюда и пошло название села). Наутро строители икону не нашли, она оказалась не дереве, на другой стороне реки. Сколько раз не переносили икону, она вновь оказывалась на этом берегу. Так и решили строить церковь на этой стороне речки, где и стоит сейчас село. Празднуют сельчане день своего села 4 декабря, когда православная церковь отмечает Богородичный праздник Введение во храм Пресвятой Богородицы. Во второй половине 19 столетия первоначальную трапезную сменила существующая ныне, более обширная двухпредельная трапезная с колокольней, а территорию церковного участка окружает утраченная ныне кирпичная ограда. Вероятно на первом этапе своего развития село Веденьё или Введенье было погостом: по рассказам старожилов, в 1875 г. рядом с храмом находились дома для священников, просвирни, отдельный дом для монахинь, школа и почта, а крестьянские дома начали появляться здесь только в конце 19 века. С 1 сентября 1869 года начала действовать в Введенской церкви школа, где училось 7 мальчиков и 3 девочки. Преподавали кончивший курс семинарии Николай Смирнов и дьякон Онисий Андреев. Обучали чтению, письму и счетоводству. Занятия проходили в здании церковно-приходской школы при церкви. Теперь это Власовская школа, в которой учился известный поэт, уроженец д. Власихи, Владимир Костров.

## Население
| 2008 | 2010 | 2014 |
| ---- | ---- | ---- |
| 207  | ↘187 | ↗208 |